# عباس المستنصر بالله (غريب ميرزا)

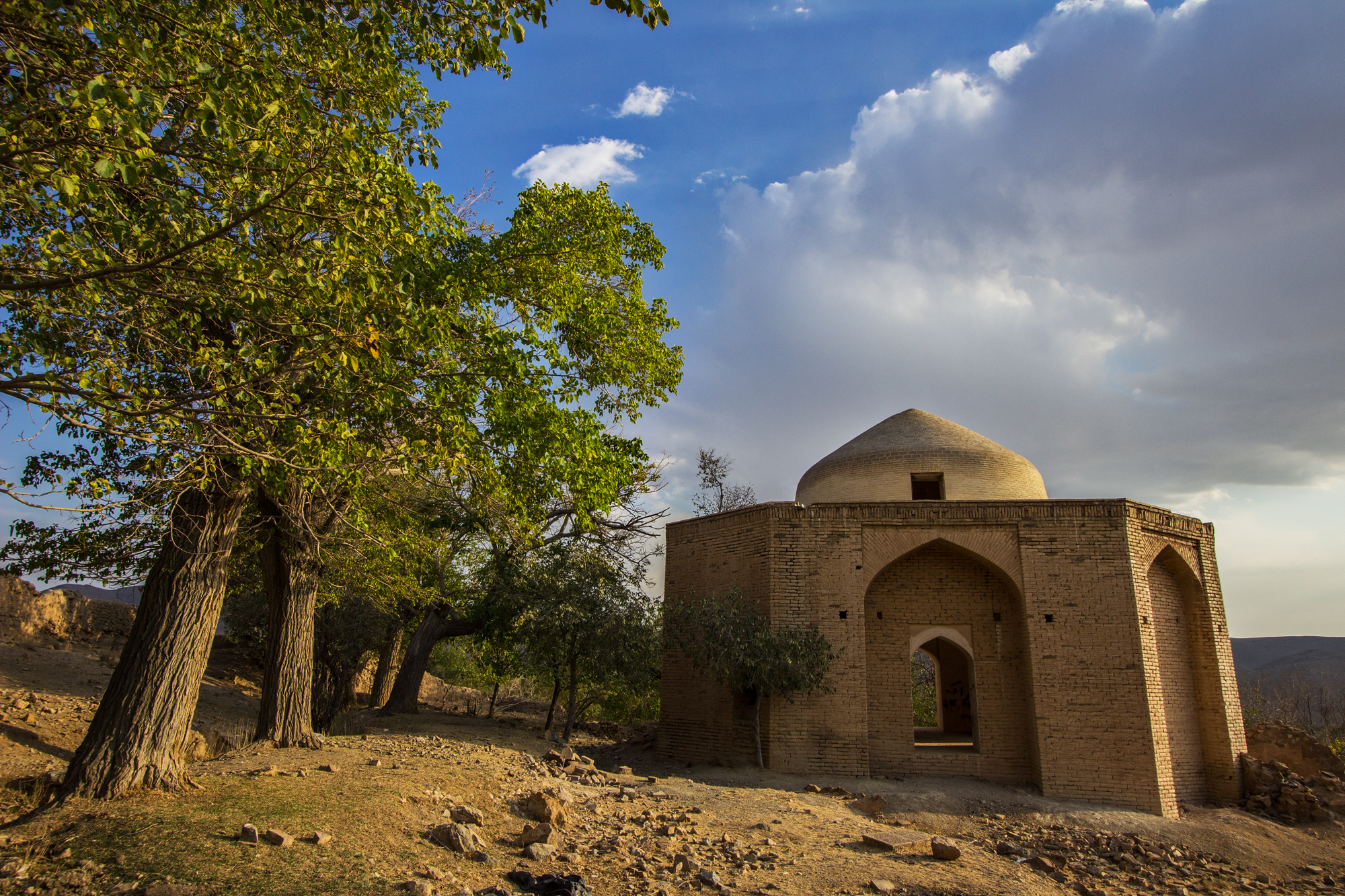
ضريح المستنصر الثالث، المعروف محليًّا بمقبرة شاه غريب، في أنجدان في إيران

عباس شاه (تُوفي في آب 1498 م)، المعروف أيضًا باسم غريب ميرزا وبالاسم التشريفي المستنصر بالله الثالث، كان الإمام الرابع والثلاثين من فرع قاسم شاهي من الطائفة النزارية الإسماعيلية.
خلف والده عبد السلام شاه بعد وفاته عام 1493-1494 م في أنجدان (إيران). ووفقًا للتقاليد النزارية الشفوية، توفي عباس شاه نفسه عام 1496-1497 م، إلا أن النقش الموجود على ضريحه يُشير إلى أنه توفي في آب 1498 م. ووفقًا للتقاليد النزارية، خلفه ابنه أبو ذر علي.